# A nindzsa színre lép
A nindzsa színre lép (eredeti cím: Enter the Ninja) 1981-ben bemutatott amerikai harcművészeti film, melyet Menahem Golan rendezett. A főbb szerepekben Franco Nero, Susan George, Sho Kosugi, Alex Courtney és Christopher George látható. Eredetileg Emmett Alston rendezte volna, Mike Stone karatéka főszereplésével. Bár a rendezői székbe Golan került, Alston akciórendezőként közreműködött a film elkészítésében. Stone – aki helyett Nero lett a főszereplő – a film sztorijának írójaként, emellett a harci jelenetek és a kaszkadőrök koordinátoraként vett részt a produkcióban. A filmet a Fülöp-szigeteki Manilában, valamint Tokióban forgatták.
Az 1981-es bemutató óta A nindzsa színre lép kultuszfilmmé vált. Hozzájárult az 1980-as évek elején népszerű hollywoodi nindzsafilmek elterjedéséhez, valamint ez volt a Cannon Films Nindzsa-trilógiájának első része. Elősegítette Sho Kosugi karrierjének beindulását, aki a kapcsolódó filmekben – A nindzsa bosszúja (1983), Ninja – A megszállt test (1984) – főszerepet kapott.

## Cselekmény
Cole zsoldos, a namíbiai függetlenségi háború veteránja, a film elején Japánban sikeresen teljesíti nindzsucu vizsgáját. A Fülöp-szigetekre utazik, meglátogatni háborús bajtársát, Frank Landerst és annak feleségét, Mary Annt. A házaspár egy hatalmas farmot birtokol, melyet egy Charles Venarius nevű gazdag üzletember akar mindenáron megkaparintani, mivel – Landersék tudtán kívül – az egy kőolajmezőre épült. Cole legyőzi a Venarius által felfogadott verőembereket, akik a birtok eladására próbálják rákényszeríteni barátait.
Cole és Frank behatol Venarius főhadiszállására és legyőzik annak csatlósait. Az alkoholista Frank részegen bevallja Cole-nak, hogy impotens. Aznap éjjel Mary Ann és Cole romantikus viszonyt kezd. Értesülve arról, hogy Cole nindzsa, Venarius felbérel egy másik nindzsát a legyőzésére: ő nem más, mint Hasegawa, Cole riválisa. A japán Hasegawa régóta gyűlöli Cole-t, amiért az idegen származásúként is képzett nindzsaharcossá tudott válni.
Hasegawa megtámadja Landersék birtokát és Mary Anne szeme láttára végez Frankkel, ezután a nőt magával hurcolja Venarius harcművészeti arénájába. Cole utánuk ered és egyesével legyőzi Venarius embereit, mielőtt őt is megölné. Hasegawa szabadon engedi a nőt és végső küzdelmet vív riválisával. Cole győzedelmeskedik és teljesítve Hasegawa utolsó kívánságát, miszerint becsülettel szeretne meghalni, végez ellenfelével.

## Szereplők
| Színész             | Szerep                    | Magyar hang     | Magyar hang        | Magyar hang     |
| Színész             | Szerep                    | 1. szinkron     | 2. szinkron        | 3. szinkron     |
| ------------------- | ------------------------- | --------------- | ------------------ | --------------- |
| Franco Nero         | Cole                      | Trokán Péter    | Kőszegi Ákos       | Maday Gábor     |
| Susan George        | Mary-Ann Landers          | Földessy Margit | Kisfalvi Krisztina | Götz Anna       |
| Sho Kosugi          | Hasegawa                  | Mihályi Győző   | Moser Károly       | Háda János      |
| Christopher George  | Charles Venarius          | Beregi Péter    | Bognár Zsolt       |                 |
| Alex Courtney       | Frank Landers             | Koroknay Géza   | Csernák János      | Kapácsy Miklós  |
| Will Hare           | "Dollár"                  | Szabó Ottó      | Versényi László    | Törköly Levente |
| Zachi Noy           | Siegfried "Kampó" Schultz | Bajor Imre      | Szokol Péter       | Németh Gábor    |
| Constantine Gregory | Mr. Parker                | Perlaki István  | Pálfai Péter       | Kassai Károly   |
| Dale Ishimoto       | Komori                    | Kun Vilmos      | Végh Ferenc        | Garai Róbert    |
| Joonee Gamboa       | Mr. Mesuda                | Várkonyi András |                    |                 |
| Leo Martinez        | "Pee Wee"                 | Botár Endre     |                    |                 |
| Michael Dudikoff    | Venarius embere           | Kautzky Armand  |                    |                 |

## A film készítése
Menahem Golan 1980-ban kezdett részt venni a film előkészületeiben, melyet az első, nindzsucuról szóló amerikai filmnek szántak. Mike Stone karatéka lett volna eredetileg a film főszereplője és forgatókönyvírója. A forgatás 1981 januárjában kezdődött, Emmett Alston rendezői közreműködésével, Manilában és Tokióban. A következő hónapban a rendezői feladatkört Menahem Golan vette át, a főszereplő pedig Franco Nero lett. Stone a harci jelenetek és a kaszkadőrök koordinátoraként, illetve a film sztorijának megírásával vett részt a film elkészítésében. A korabeli források szerint kétmillió dolláros költségvetésű film forgatását 1981 márciusában fejezték be.

## Fordítás
- Ez a szócikk részben vagy egészben  az   Enter the Ninja című angol Wikipédia-szócikk ezen változatának fordításán alapul.  Az eredeti cikk szerkesztőit annak laptörténete sorolja fel. Ez a jelzés csupán a megfogalmazás eredetét és a szerzői jogokat jelzi, nem szolgál a cikkben szereplő információk forrásmegjelöléseként.